# Nhà lãnh đạo mạnh mẽ

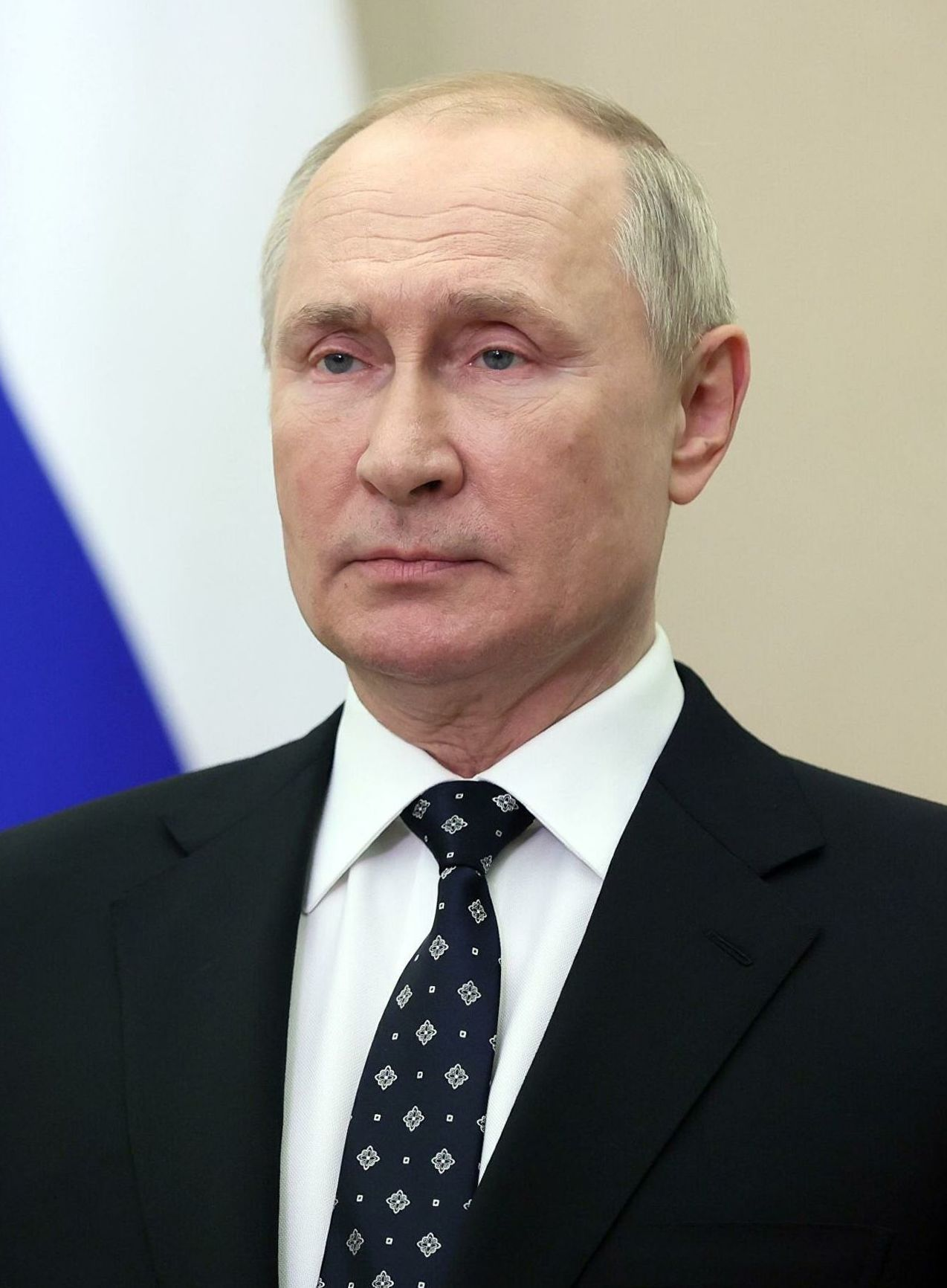
Tổng thống Nga Vladimir Putin hiện được coi là nhà lãnh đạo quyền lực nhất thế giới

Nhà lãnh đạo mạnh mẽ là một kiểu chính trị gia chuyên chế độc đoán. Các nhà chính trị học như Brian Lai và Dan Slater nhận định rằng việc nhà lãnh đạo mạnh mẽ cầm quyền là một dạng cai trị chuyên chế đặc trưng với chế độ độc tài quân sự chuyên quyền, phân biệt với ba dạng chuyên chế khác đó là: máy móc (độc tài đảng trị); thủ lĩnh chính trị (độc tài chuyên chế thủ lĩnh đảng); và quân phiệt (độc tài quân sự đầu sỏ).
Các nhà chính trị học xếp các lãnh tụ chuyên chế vào hàng ngũ những nhà lãnh đạo mạnh mẽ, bao gồm: Napoléon Bonaparte (Pháp), Bismarck và Adolf Hitler (Đức), Stalin (Liên Xô cũ), Tưởng Giới Thạch (Trung Hoa Dân Quốc/Đài Loan), Mao Trạch Đông, Đặng Tiểu Bình và Tập Cận Bình (Cộng hòa Nhân dân Trung Hoa), Park Chung-hee (Hàn Quốc), ba thế hệ họ Kim (Bắc Triều Tiên), Lý Quang Diệu (Singapore), Vladimir Putin (Liên bang Nga), Ioannis Metaxas (Hy Lạp), Gamal Abdel Nasser (Ai Cập), Ayub Khan (Pakistan), Salah Jadid và Hafez al-Assad (Syria), Siad Barre (Somalia), Idi Amin (Uganda), Augusto Pinochet (Chile) cũng như là Omar Torrijos và Manuel Noriega (Panama), Hun Sen (Campuchia).
Kể từ giữa thập niên 2010, có một vài chính trị gia phi chuyên chế cũng được xem là nhà lãnh đạo mạnh mẽ cực hữu, ví dụ như: Jair Bolsonaro (Brasil), Narendra Modi (Ấn Độ), Rodrigo Duterte (Philippines), Donald Trump (Hoa Kỳ), Shinzō Abe (Nhật Bản) và Viktor Orbán (Hungary).